# West Wind Aviation
West Wind Aviation — канадский авиационный холдинг со штаб-квартирой в городе Саскатун (провинция Саскачеван).
Общее количество самолётов входящих в холдинг авиакомпаний составляет 21 единицу.

## Маршрутная сеть
Авиакомпания ExpressAir холдинга выполняет регулярные пассажирские перевозки между городами Саскатун и Реджайна. Северная часть Саскачевана и территория Нунавут обслуживаются перевозчиком Pronto Airways, который также входит в состав холдинга и является главным конкурентом региональной авиакомпании Transwest Air.
- ExpressAir
  - Международный аэропорт Реджайна
  - Международный аэропорт Саскатун имени Джона Г. Дифенбейкера
- Pronto Airways
  - Аэропорт Бейкер-Лейк
  - Аэропорт Принс-Элберт Гласс-Филд
  - Аэропорт Рэнкин-Инлет
  - Международный аэропорт Саскатун имени Джона Г. Дифенбейкера
  - Аэропорт Стоуни-Рапидс
  - Аэропорт Уолластон-Лейк
  - Аэропорт Пойнтс-Норт-Лэндинг

## Флот

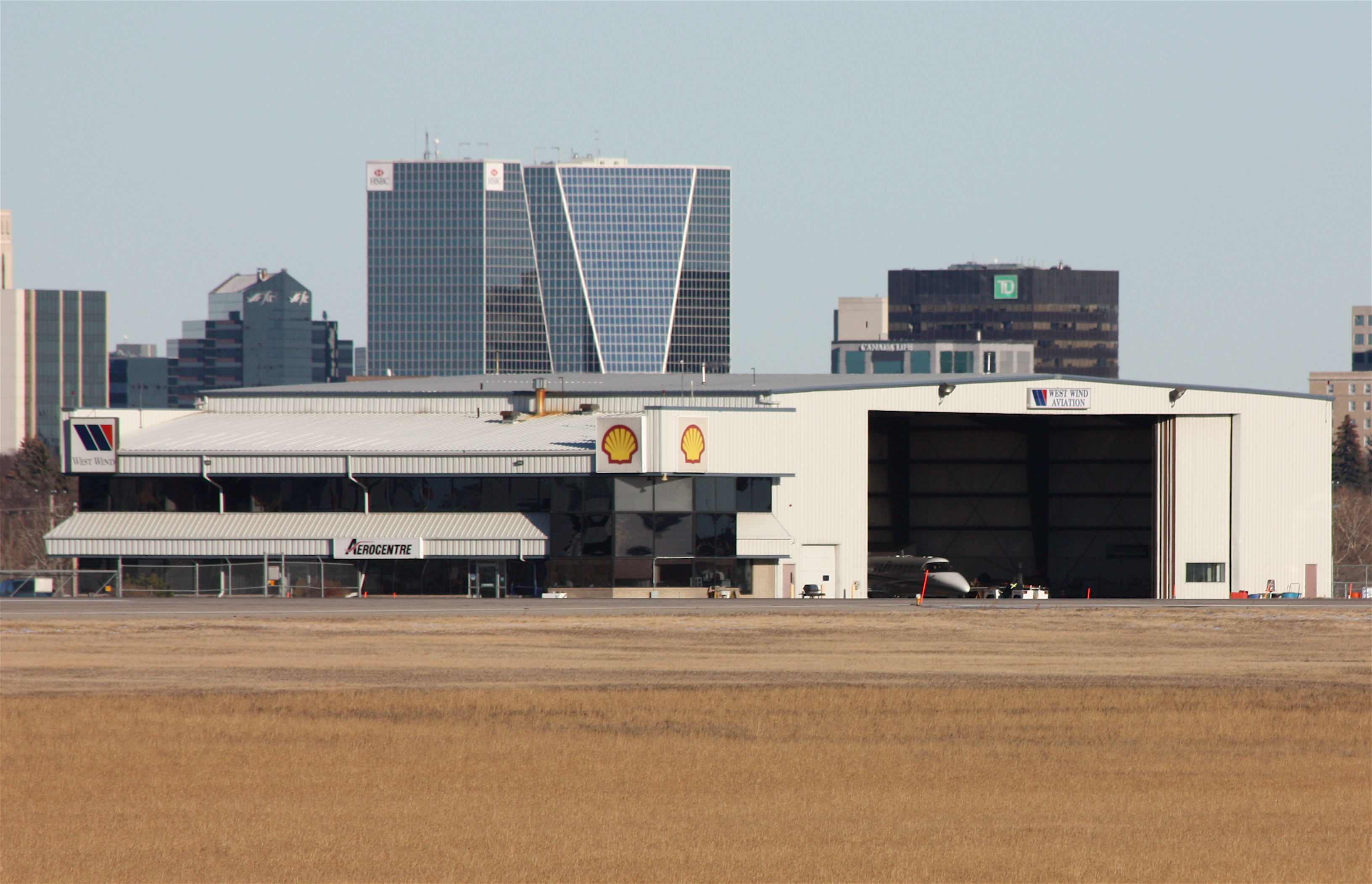
Самолётный ангар West Wind Aviation в Международном аэропорту Реджайна

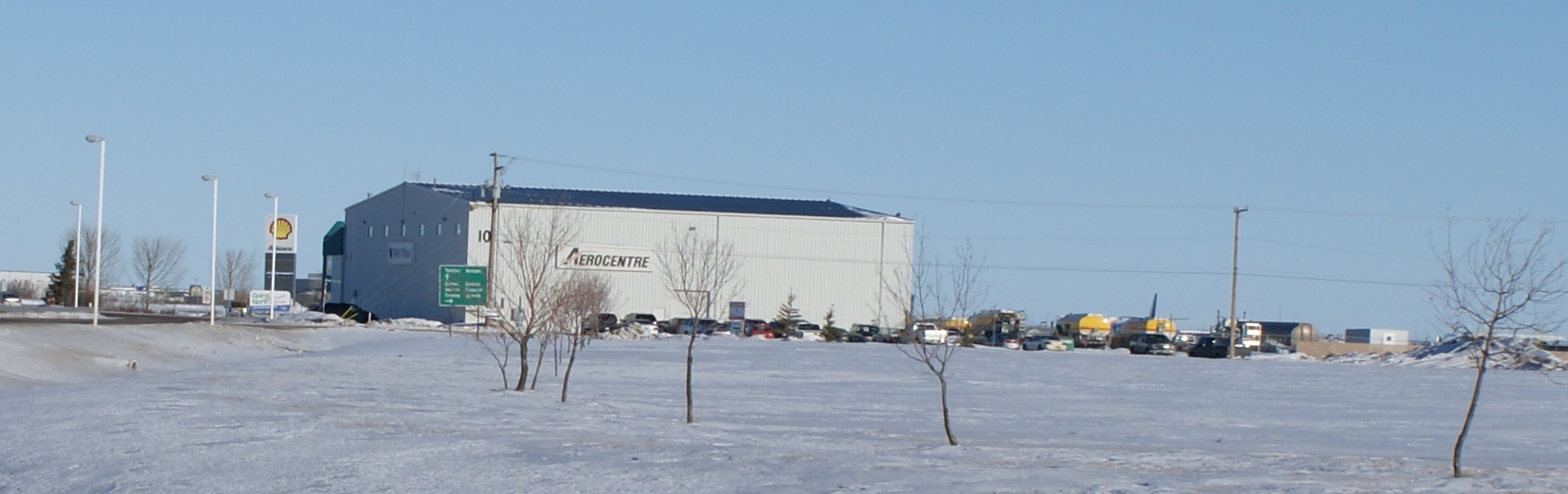
Самолётный ангар West Wind Aviation в Международном аэропорту Саскатун

По состоянию на ноябрь 2010 года воздушный флот авиакомпаний холдинга West Wind Aviation составляли следующие самолёты, зарегистрированные в Министерстве транспорта Канады: